# Rajd Ypres

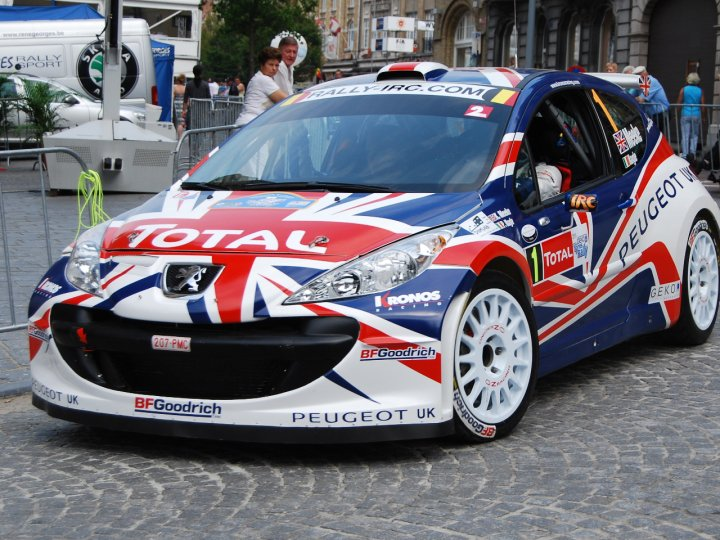
Kris Meeke podczas rajdu w roku 2010

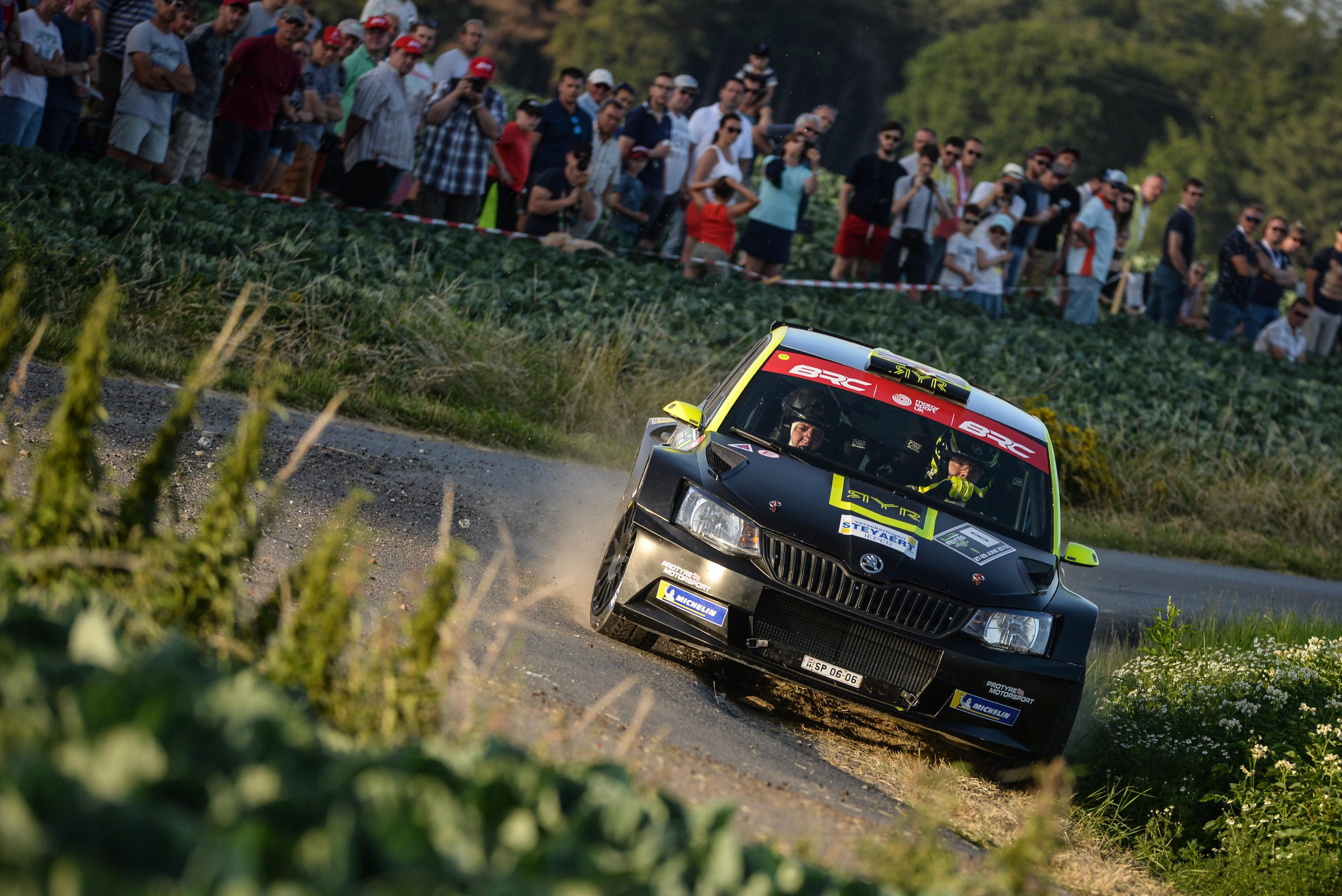
Rhys Yates podczas rajdu w roku 2019

Rajd Ypres (Belgium Ypres Westhoek Rally) – jeden z najbardziej znanych belgijskich rajdów samochodowych, od wielu lat zaliczany do klasyfikacji mistrzostw Europy, a od 2007 roku także do Intercontinental Rally Challenge.

## Zwycięzcy[1]
| Rok  | Nazwa rajdu                          | Kierowca                            | Pilot                               | Samochód                            | Kategoria |
| ---- | ------------------------------------ | ----------------------------------- | ----------------------------------- | ----------------------------------- | --------- |
| 1965 | 1. Inter-Stallen-Critérium           | Jean Pierre Vandermeersch           | R. Roegiers                         | Austin Cooper                       |           |
| 1966 | 2. 12 Uren van Ieper                 | Hubert Saelens                      | F. Moens                            | Lotus Elan                          |           |
| 1967 | 3. 12 Uren van Ieper                 | "Herve"                             | Declerck                            | Lotus Elan                          |           |
| 1968 | 4. 12 Uren van Ieper                 | "Vandyck"                           | Eric Symens                         | BMW 2002                            |           |
| 1969 | 5. 12 Uren van Ieper                 | Gilbert Staepelare                  | André Aerts                         | Ford Cortina                        |           |
| 1970 | 6. 12 Uren van Ieper                 | Gilbert Staepelare                  | André Aerts                         | Ford Escort                         |           |
| 1971 | 7. 12 Uren van Ieper                 | Noél "Pedro" Vanasche               | "Jimmy"                             | BMW 2002                            |           |
| 1972 | 8. 12 Uren van Ieper                 | Gilbert Staepelare                  | André Aerts                         | Ford Escort                         |           |
| 1973 | 9. 12 Uren van Ieper                 | Noél "Pedro" Vanasche               | "Jimmy"                             | BMW 2002                            | ERC       |
| 1974 | 10. 2x12 Uren van Ieper              | Gilbert Staepelare                  | André Aerts                         | Ford Escort RS1600                  | ERC       |
| 1975 | 11. 24 Uren van Ieper                | Bernard Modracq                     | J. L. Bret                          | Porsche Carrera                     | ERC3      |
| 1976 | 12. 24 Uren van Ieper                | Walter Röhrl                        | Willi-Peter Pitz                    | Opel Kadett GT/E                    | ERC3      |
| 1977 | 13. 24 Uren van Ieper                | Bernard Darniche                    | Alain Mahé                          | Lancia Stratos HF                   | ERC3      |
| 1978 | 14. Ypres 24 Hours Rally             | Tony Pond                           | Fred Gallagher                      | Triumph TR8                         | ERC3      |
| 1979 | 15. Ypres 24 Hours Rally             | Bernard Béguin                      | Jean-Jacques Lenne                  | Porsche 911 Carrera                 | ERC3      |
| 1980 | 16. Ypres 24 Hours Rally             | Tony Pond                           | Fred Gallagher                      | Triumph TR7 V8                      | ERC4      |
| 1981 | 17. Ypres 24 Hours Rally             | Jean-Claude Andruet                 | Denise Emanuelli                    | Ferrari 308 GTB                     | ERC4      |
| 1982 | 18. Ypres 24 Hours Rally             | Marc Duez                           | Willy Lux                           | Porsche 911 SC                      | ERC4      |
| 1983 | 19. Ypres 24 Hours Rally             | Massimo Biasion                     | Tiziano Siviero                     | Lancia 037 Rally                    | ERC3      |
| 1984 | 20. Ypres 24 Hours Rally             | Henri Toivonen                      | Ian Grindrod                        | Porsche 911 SC RS                   | ERC4      |
| 1985 | 21. Ypres 24 Hours Rally             | Jean Ragnotti                       | Pierre Thimonier                    | Renault 5 Maxi Turbo                | ERC2      |
| 1986 | 22. Ypres 24 Hours Rally             | Robert Droogmans                    | Ronny Joosten                       | Ford RS200                          | ERC3      |
| 1987 | 23rd 24 Heures d'Ypres               | Jimmy McRae                         | Ian Grindrod                        | Ford Sierra RS Cosworth             | ERC3      |
| 1988 | 24th 24 Heures d'Ypres               | Robert Droogmans                    | Ronny Joosten                       | Ford Sierra RS Cosworth             | ERC20     |
| 1989 | 25th 24 Heures d'Ypres               | Robert Droogmans                    | Ronny Joosten                       | Ford Sierra RS Cosworth             | ERC20     |
| 1990 | 26th 24 Heures d'Ypres               | Robert Droogmans                    | Ronny Joosten                       | Lancia Delta Integrale 16V          | ERC20     |
| 1991 | 27th 24 Heures d'Ypres               | Patrick Snijers                     | Dany Colebunders                    | Ford Sierra RS Cosworth 4x4         | ERC20     |
| 1992 | 28th 24 Heures d'Ypres               | Patrick Snijers                     | Dany Colebunders                    | Ford Sierra RS Cosworth 4x4         | ERC20     |
| 1993 | 29th 24 Heures d'Ypres               | Patrick Snijers                     | Dany Colebunders                    | Ford Escort RS Cosworth             | ERC20     |
| 1994 | 30th 24 Heures d'Ypres               | Patrick Snijers                     | Dany Colebunders                    | Ford Escort RS Cosworth             | ERC20     |
| 1995 | 31st 24 Heures d'Ypres               | Renaud Verreydt                     | Jean-Manuel Jamar                   | Toyota Celica GT-Four               | ERC20     |
| 1996 | 32nd 24 Heures d'Ypres               | Freddy Loix                         | Sven Smeets                         | Toyota Celica GT-Four               | ERC20     |
| 1997 | 33rd Belgium Ypres Westhoek Rally    | Freddy Loix                         | Sven Smeets                         | Toyota Celica GT-Four               | ERC20     |
| 1998 | 34th Belgium Ypres Westhoek Rally    | Freddy Loix                         | Sven Smeets                         | Toyota Corolla WRC                  | ERC20     |
| 1999 | 35th Belgium Ypres Westhoek Rally    | Freddy Loix                         | Sven Smeets                         | Mitsubishi Carisma GT Evo VI        | ERC20     |
| 2000 | 36th Belgium Ypres Westhoek Rally    | Henrik Lundgaard                    | Jens Christian Anker                | Toyota Corolla WRC                  | ERC20     |
| 2001 | 37th Ypres Westhoek Rally            | Pieter Tsjoen                       | Steven Vergalle                     | Toyota Corolla WRC                  | ERC20     |
| 2002 | 38th Ypres Westhoek Rally            | Bruno Thiry                         | Stéphane Prévot                     | Peugeot 206 WRC                     | ERC20     |
| 2003 | 39th Ypres Westhoek Rally            | Bruno Thiry                         | Jean-Marc Fortin                    | Peugeot 206 WRC                     | ERC20     |
| 2004 | 40th Belgium Ypres Westhoek Rally    | Larry Cols                          | Filip Goddé                         | Renault Clio S1600                  | ERC       |
| 2005 | 41st Belgium Ypres Westhoek Rally    | Kris Princen                        | Dany Colebunders                    | Renault Clio S1600                  | ERC       |
| 2006 | 42nd Belgium Ypres Westhoek Rally    | Giandomenico Basso                  | Mitia Dotta                         | Fiat Punto Abarth S2000             | ERC       |
| 2007 | 43rd Belgium Ypres Westhoek Rally    | Luca Rossetti                       | Matteo Chiarcossi                   | Peugeot 207 S2000                   | IRC, ERC  |
| 2008 | 44. Belgium Ypres Westhoek Rally     | Freddy Loix                         | Robin Buysmans                      | Peugeot 207 S2000                   | IRC, ERC  |
| 2009 | 45. Belgium Ypres Westhoek Rally     | Kris Meeke                          | Paul Nagle                          | Peugeot 207 S2000                   | IRC, ERC  |
| 2010 | 46. GEKO Ypres Rally                 | Freddy Loix                         | Frédéric Miclotte                   | Škoda Fabia S2000                   | IRC, ERC  |
| 2011 | 47. GEKO Ypres Rally                 | Freddy Loix                         | Frédéric Miclotte                   | Škoda Fabia S2000                   | IRC, ERC  |
| 2012 | 48. GEKO Ypres Rally                 | Juho Hänninen                       | Mikko Markkula                      | Škoda Fabia S2000                   | IRC, ERC  |
| 2013 | 49. GEKO Ypres Rally                 | Freddy Loix                         | Frédéric Miclotte                   | Škoda Fabia S2000                   | ERC       |
| 2014 | 50. GEKO Ypres Rally                 | Freddy Loix                         | Johan Gitsels                       | Škoda Fabia S2000                   | ERC       |
| 2015 | 51. Kenotek Ypres Rally              | Freddy Loix                         | Johan Gitsels                       | Škoda Fabia R5                      | ERC       |
| 2016 | 52. Kenotek by CID LINES Ypres Rally | Freddy Loix                         | Johan Gitsels                       | Škoda Fabia R5                      | ERC       |
| 2017 | 53. Ypres Rally                      | Kevin Abbring                       | Pieter Tsjoen                       | Peugeot 208 T16                     |           |
| 2018 | 54. Renties Ypres Rally              | Thierry Neuville                    | Nicolas Gilsoul                     | Hyundai i20 R5                      |           |
| 2019 | 55. Renties Ypres Rally              | Craig Breen                         | Paul Nagle                          | Volkswagen Polo GTI R5              |           |
| 2020 | 56. Renties Ypres Rally Belgium      | Odwołany z powodu epidemii COVID-19 | Odwołany z powodu epidemii COVID-19 | Odwołany z powodu epidemii COVID-19 | WRC       |
| 2021 | 57. Renties Ypres Rally Belgium      | Thierry Neuville                    | Martijn Wydaeghe                    | Hyundai i20 Coupe WRC               | WRC       |
| 2022 | 58. Ardeca Ypres Rally               | Ott Tänak                           | Martin Järveoja                     | Hyundai i20 N Rally1                | WRC       |

- ERC – Rajdowe Mistrzostwa Europy
- IRC – Intercontinental Rally Challenge
- WRC – Rajdowe mistrzostwa świata